# Tampere vasútállomás
Tampere vasútállomás (finnül: Tampereen rautatieasema, svédül: Tammerfors järnvägsstation vasútállomás Finnországban, Tampere településen.

## Vasútvonalak
Az állomást az alábbi vasútvonalak érintik:
- Riihimäki–Tampere-vasútvonal
- Tampere–Seinäjok-vasútvonal
- Tampere–Haapamäki-vasútvonal
- Tampere–Pori-vasútvonal

## Kapcsolódó állomások
A vasútállomáshoz az alábbi állomások vannak a legközelebb: